# Северо-центральная часть штата Баия (мезорегион)

Северо-центральная часть штата Баия на карте.

Северо-центральная часть штата Баия (порт. Mesorregião do Centro-Norte Baiano)  —  административно-статистический мезорегион в Бразилии. входит в штат Баия. Население составляет 2 226 300 человек (на 2010 год). Площадь — 82 073,862 км². Плотность населения — 27,13 чел./км².

## Демография
Согласно сведениям, собранным в ходе переписи 2010 г. Национальным институтом географии и статистики (IBGE), население мезорегиона составляет:
| Полное население                            | Полное население                            | Полное население                            | Полное население                            | 2 226 300 |
| ------------------------------------------- | ------------------------------------------- | ------------------------------------------- | ------------------------------------------- | --------- |
| в том числе:                                | Городское население                         | 1 445 873                                   | Процент городского населения, %             | 64,95     |
|                                             | Сельское население                          | 780 427                                     | Процент сельского населения, %              | 35,05     |
|                                             | Мужское население                           | 1 093 289                                   | Процент мужского населения, %               | 49,11     |
|                                             | Женское население                           | 1 133 011                                   | Процент женского населения, %               | 50,89     |
| Плотность населения, чел/км²                | Плотность населения, чел/км²                | Плотность населения, чел/км²                | Плотность населения, чел/км²                | 27,13     |
| Население мезорегиона в % к населению штата | Население мезорегиона в % к населению штата | Население мезорегиона в % к населению штата | Население мезорегиона в % к населению штата | 15,88     |

## Статистика
- Валовой внутренний продукт на 2003 год составляет 5 865 439 960,00 реалов (данные: Бразильский институт географии и статистики).
- Валовой внутренний продукт на душу населения на 2003 год составляет 2796,65 реалов (данные: Бразильский институт географии и статистики).
- Индекс развития человеческого потенциала на 2000 год составляет 0,651 (данные: Программа развития ООН).

## Состав мезорегиона
В мезорегион входят следующие микрорегионы:
1. Фейра-ди-Сантана
2. Иресе
3. Итабераба
4. Жакобина
5. Сеньор-ду-Бонфин